# 월정서원
월정서원(月井書院)은 전라남도 나주시 노안면 금안리 광곡마을에 있는 서원이다. 조선 중기의 문신 박순, 김계휘, 심의겸, 정철, 홍천경의 5위를 배향한다. 2011년 7월 26일 나주시의 향토문화유산 제16호로 지정되었다.

## 지정 사유
월정서원은 원래 나주 금성산 월정봉 아래(현 상담비가 세워진 곳)에 있다가 1868년 서원훼철령에 따라 유허비를 세우고 설단향사하다가 1974년 현재 위치로 사우와 강당 등을 옮겨 복설한 것이다. 월정서원은 1659년(효종 10) 沙庵 朴淳(1523~1589)의 학덕을 흠모하던 도내 유림들에 의해 발의되고 洪逴이 상소를 올려 1664년(현종 5)에 창건되었다. 1669년(현종 10) 사액이 내려졌고 초대원장을 閔維重, 院貳는 南九萬으로 주로 서인노론계 인사들이 원장을 역임하였다. 1787년(정조 11)에 중수가 이루어졌고, 1789년(정조 13) 유생 38인과 태학 유생의 상소로 金繼輝, 沈義謙, 鄭澈, 洪千璟이 추배되어 모두 5위가 제향되었다. 월정서원은 경현서원과 함께 16~17세기 나주지역의 사족동향과 서원향전과 밀접한 관련을 갖는 유적으로, 나주 역사에서 중요한 위치를 차지하는 사액서원이기 때문에 역사적 보전 가치가 높다.

## 참고 자료
- 월정서원(月井書院) - 한국서원연합회